# Camí de Font Truïda
El Camí de Font Truïda és un camí del terme de Castell de Mur, Pallars Jussà, dins de l'antic terme de Guàrdia de Tremp.
Arrenca del Camí de Mur, a l'Obac, des d'on surt cap al sud-est. Passa pel costat sud-est i per damunt de l'Obac del Barranc de l'Espona, que ressegueix un tros, i se'n separa per agafar la direcció sud-oest, cap a la Font Truïda. En arribar-hi torna a girar cap al sud-est, deixant a llevant l'Obaga de Ponet i a ponent l'Obac del Pui. Torna a emprendre cap al sud-oest per travessar la partida de Coscolloles i, en acabat, reprèn la direcció sud-est i arriba a uns camps de conreu on, a través d'ells, enllaça amb el Camí d'Arguinsola.

## Etimologia
Pren el nom de la Font Truïda, al costat de la qual passa.